# Larry Allen
Larry Christopher Allen, Sr. (Los Angeles, 27 de novembro de 1971 – México, 2 de junho de 2024) foi um jogador profissional de futebol americano estadunidense que foi campeão da temporada de 1995 da National Football League jogando pelo Dallas Cowboys.

## Morte
Allen morreu no dia 2 de junho de 2024, aos 52 anos.